# Albert Amlacher

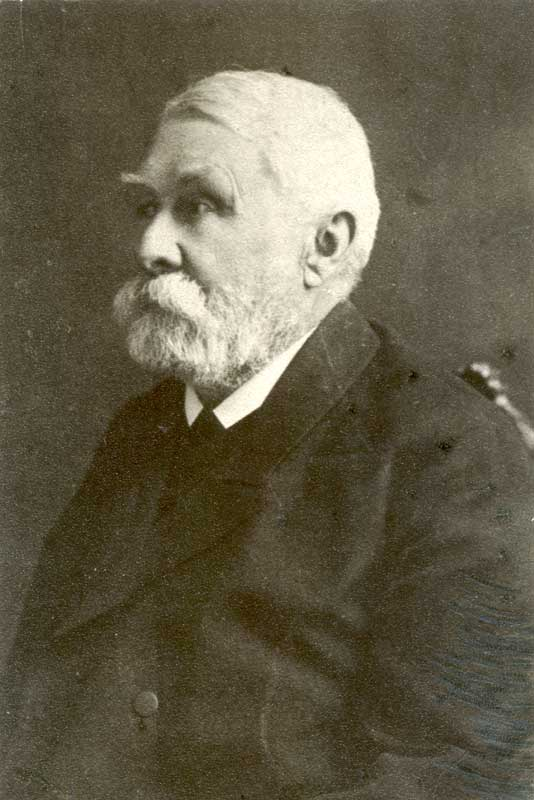
Albert Amlacher

Albert Amlacher (* 27. Dezember 1847 in Broos in Siebenbürgen; † 14. Januar 1939 ebenda) war ein Lehrer, evangelischer Pfarrer und deutschsprachiger Schriftsteller.

## Leben
Er besuchte das Gymnasium in Hermannstadt und ab 1864 das Gymnasium Schäßburg, wo der Volkskundler Josef Haltrich zu seinen Lehrern zählte. Ab dem Herbst 1868 studierte er zuerst an der Jenaer Universität Philosophie und Evangelische Theologie und wechselte dann 1869 an die Friedrich-Wilhelm-Universität nach Berlin. 1870/71 nahm er als Freiwilliger am Deutsch-Französischen Krieg teil. Danach setzte er seine Studien an der Ruprecht-Karls-Universität Heidelberg fort, wo er 1872 den Doktortitel der Philosophie verliehen bekam.
Danach kehrte er wieder in seine Heimat Siebenbürgen zurück, wo er in seinem Geburtsort eine Tätigkeit als Lehrer an der dortigen Volksschule aufnahm. Ab 1874 hatte er dann das Amt eines Konrektors inne. 1880 gehörte er zu den Gründungsmitgliedern des Siebenbürgischer Karpatenvereins. 1881 wurde Amlacher zum Stadtprediger von Mühlbach berufen, 1891 zum Pfarrer in Rumes am Unterwald, ein Amt, das er bis 1924 ausübte. Er starb 1939 hochbetagt in seinem Geburtsort Broos.

## Werke
- In der Heideschenke,  Dresden/Leipzig ohne Jahr.
- Der Schlickläufer, Vier Erzählungen, Dresden/Leipzig ohne Jahr.
- Ein urkundlicher Beitrag zur ältesten Geschichte des Brooser Kapitels, Hermannstadt 1876, (Separatum: Archiv des Vereins für siebenbürgische Landeskunde N. F. 13, 1876, H. 2).
- Die Türkenschlacht auf dem Brotfeld, Hermannstadt 1879.
- Aus der „guten alten Zeit“ einer Sachsenstadt. Beiträge zur Geschichte der Stadt Broos im ersten Viertel des siebenzehnten Jahrhunderts (1600–1628), Hermannstadt s. d., (Separatum).
- Urkundenbuch zur Geschichte der Stadt und des Stuhles Broos bis zum Übergang Siebenbürgens unter Erbfürsten aus dem Hause Österreich (1690), Hermannstadt, 1879.
- Damasus Dürr: Ein evangelischer Pfarrer und Dechant des Unterwälder Kapitels aus dem Jahrhundert der Reformation, Hermannstadt 1883.
- Die dacischen Slaven und csergeder Bulgaren, zusammen mit Josef Ladislav Píč, 1888
- Rumes. Aus Vergangenheit und Gegenwart einer siebenbürgisch-sächsischen Dorfsgemeinde, Hermannstadt, 1912.